# Tarantula (album)
Pour les articles homonymes, voir Tarantula (homonymie).
Albums de Ride
Live Light
(1995) OX4 The Best of Ride
(2001)
Singles
Tarantula est le quatrième et dernier album studio de Ride, paru en 1996 sur le label Creation Records, peu après la séparation du groupe.

## Titres
Tous les titres ont été écrits par Andy Bell, sauf mention contraire.
1. Black Nite Crash
2. Sunshine/Nowhere to Run
3. Dead Man
4. Walk on Water
5. Deep Inside my Pocket (Gardener/Rieley)
6. Mary Anne
7. Castle on the Hill
8. Gonna Be Alright (Colbert)
9. The Dawn Patrol
10. Ride the Wind (Colbert)
11. Burnin'
12. Starlight Motel

L'album a été réédité en 2001 avec plusieurs pistes bonus tirées du single Black Nite Crash
1. Nothing Lasts Forever
2. Slave (Gardener)
3. A Trip Down Ronnie Lane